# Enrique Urbizu
Enrique Urbizu, né en 1962 à Bilbao (Espagne), est un réalisateur, scénariste espagnol.

## Filmographie

### Réalisateur
- 1988 : Tu novia está loca
- 1991 : Tout pour le fric (Todo por la pasta)
- 1994 : Cómo ser infeliz y disfrutarlo
- 1995 : Cuernos de mujer
- 1996 : Cachito
- 2002 : Box 507  (La caja 507)
- 2003 : La vida mancha
- 2006 : Un vrai ami (Adivina quién soy)
- 2011 : Pas de répit pour les damnés (No habrá paz para los malvados)
- 2018 : Gigantes (série tv)

## Récompenses
- 2012 : Prix Goya du meilleur film, du meilleur réalisateur et du meilleur scénario original pour No habrá paz para los malvados.